# Église Saint-Memmie de Courtisols
L'église Saint-Memmie de Courtisols, dans la région de Champagne-Ardenne, en France, est dédiée à Memmie de Châlons.

## Histoire
L'église Saint-Memmie, inscrite, fut plusieurs fois remaniée. C'est sans doute la plus récente des églises de Courtisols. Elle est mentionnée pour la première fois en 1232, mais, le style roman en témoigne, elle est plus ancienne.

## Description
La nef romane, plafonnée et dotée de chapiteaux romans, communique avec les collatéraux par de grandes arcades brisées. La croisée du transept, qui possède de curieux chapiteaux, la tour carrée et le chevet rectangulaire furent édifiés à la fin du XIIe siècle. Les bras du transept sont flamboyants et la chapelle sud de style Renaissance. La façade occidentale, reconstruite au XIVe siècle, a été fortement endommagée par les intempéries. Dans le collatéral méridional, une fenêtre à meneaux indique l'emplacement de l'école sous l'Ancien Régime.

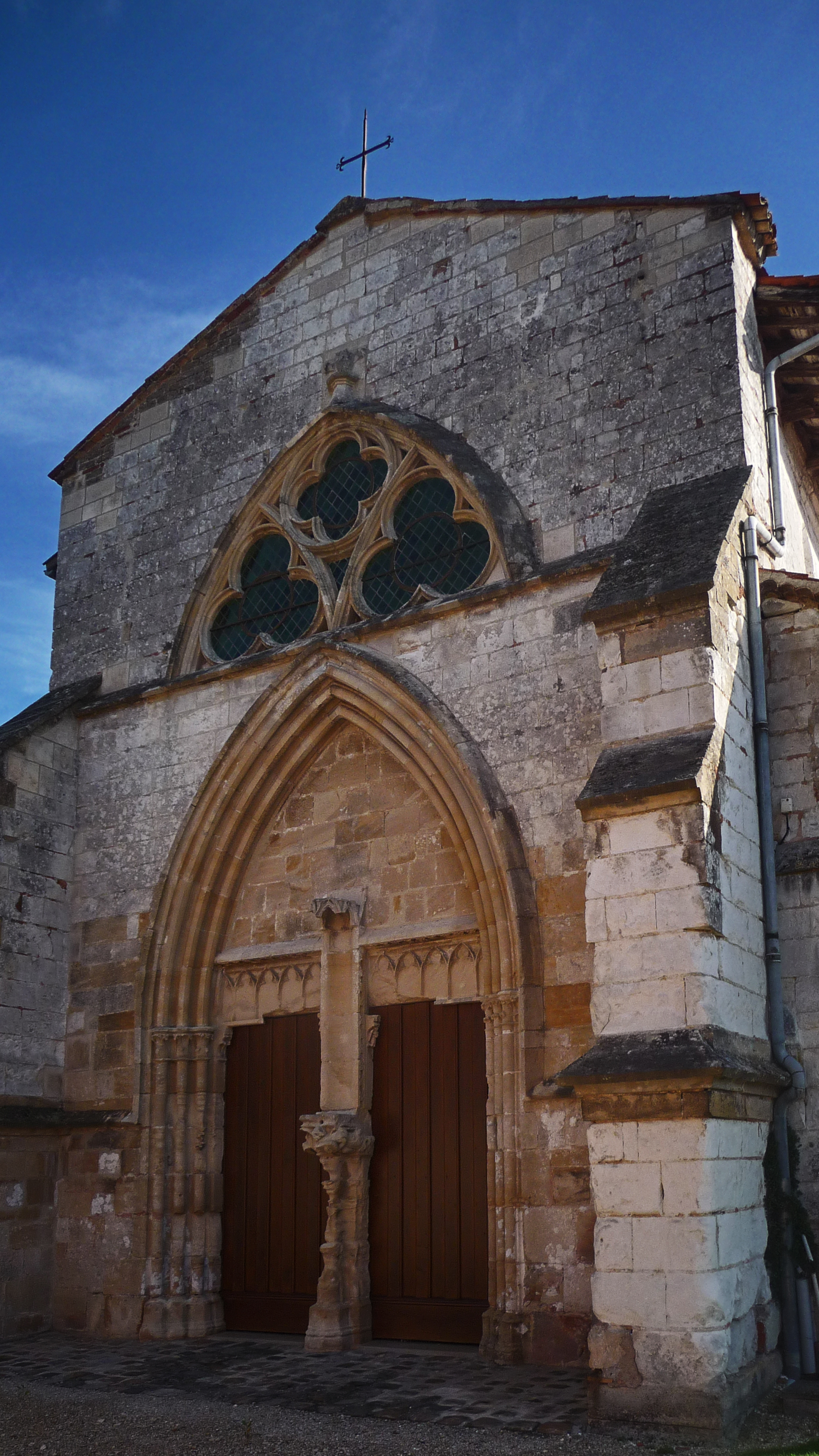
Le grand portail.
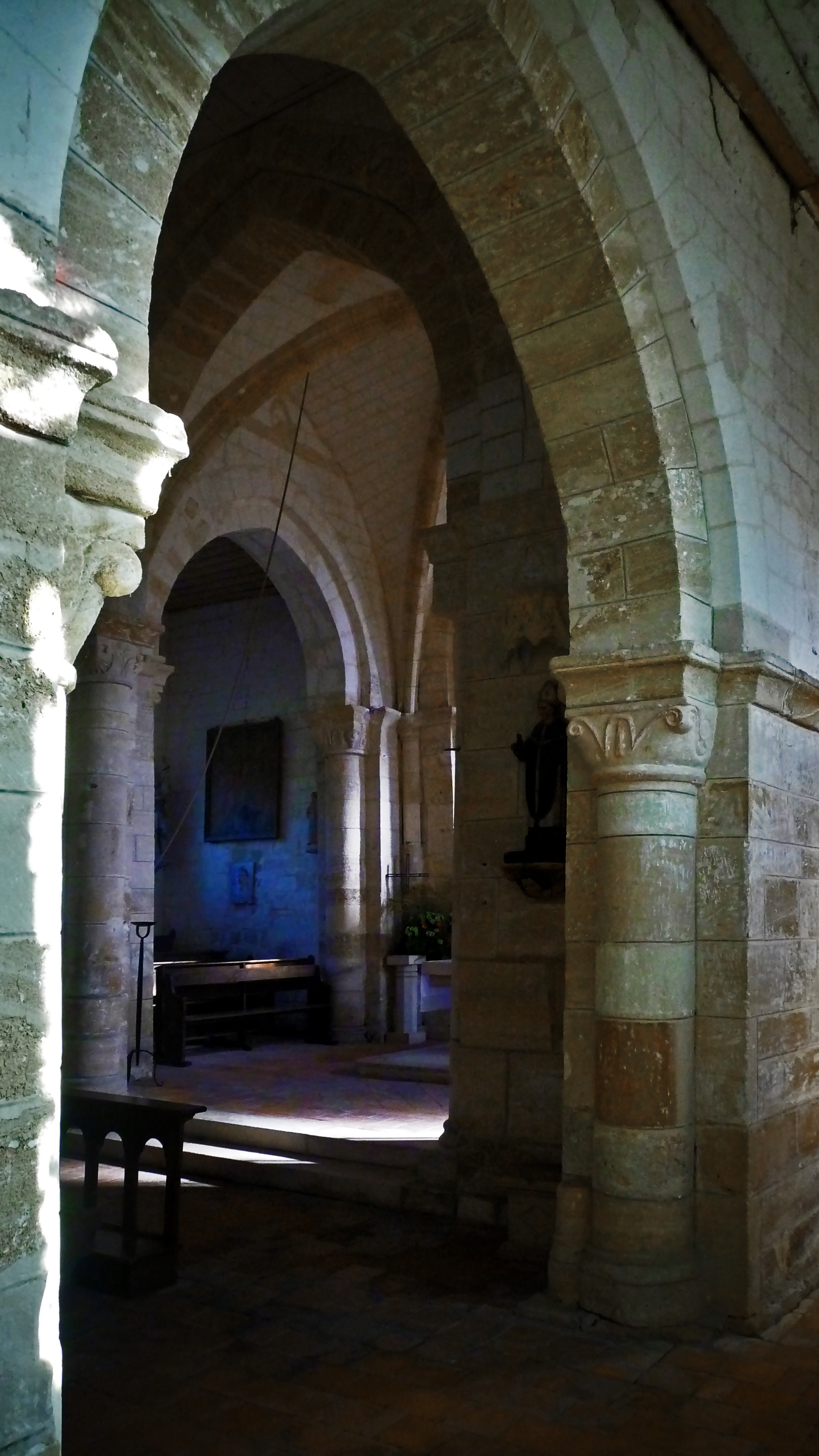
L'intérieur.
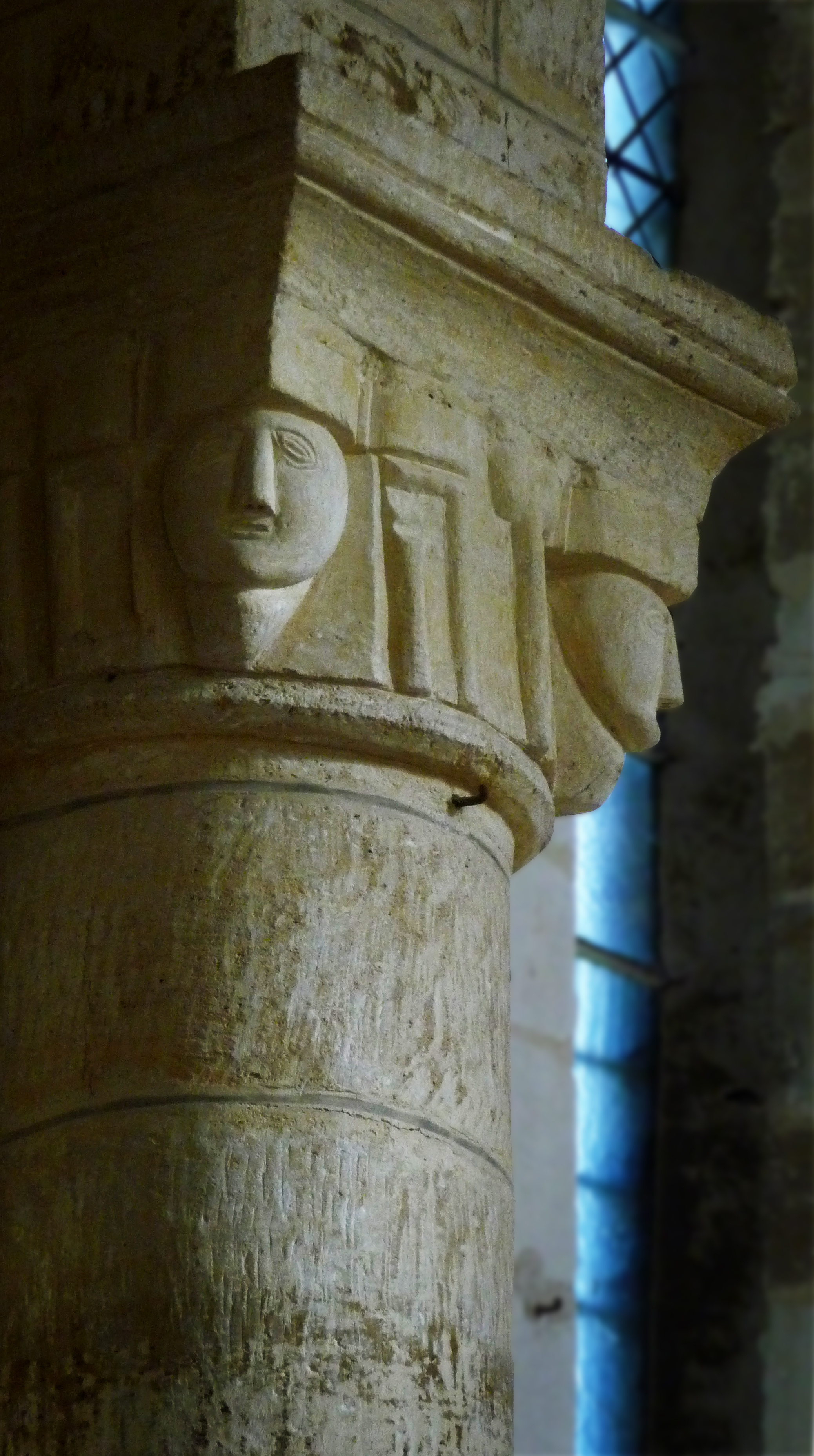
Un chapiteau.

Les verrières sept et dix sont classés.